# Stade Eugenio-Tarsitano
Le stade Eugenio-Tarsitano (en italien : Stadio Eugenio Tarsitano), également connu sous son nom complet de stade communal Eugenio-Tarsitano (en italien : Stadio Comunale Eugenio Tarsitano) et également surnommé le stade San Francesco (en italien : Stadio San Francesco), est un stade de football italien situé dans la ville de Paola, en Calabre.
Le stade, doté de 2 500 places, sert d'enceinte à domicile à l'équipe de football de l'Unione Sportiva Dilettantistica Paolana.
Il porte le nom d'Eugenio Tarsitano, premier président du club entre 1922 et 1951.

## Histoire
Le stade a une triste réputation d'insalubrité et d'absence d'entretien dans la province.
Cependant, le stade est ré-homologué et sa pelouse transformée en un gazon synthétique en 2017.